# Штрковец (озеро)
Штрковец (словац. Štrkovec, Štrkovecké jazero) — озеро в Братиславе, в районе Ружинов. Площадь озера составляет 48,3 тысяч квадратных метров, глубина до 8 метров. Вокруг озера обустроены рекреационные и спортивные площадки, беговая дорожка, игровые площадки для детей.
Озеро всегда служило местом остановки перелётных птиц на их миграционных маршрутах вдоль Дуная. Для жителей города озеро служило местом отдыха и ловли рыбы. Во второй половине XX века в озере активно велась разработка гравия и песка для нужд строительной отрасли. В результате разработки воды озера к началу 1990-х годов были сильно загрязнены, берега были необустроены и испорчены подъездными путями для грузовых автомобилей под загрузку песчано-гравийной смеси. В руководстве города обсуждались варианты засыпки озера в качестве меры благоустройства района под будущее строительство жилых зданий. Но в итоге было принято решение сохранить озеро и благоустроить окружающую территорию.
В настоящее время вокруг озера проложена современная тартановая беговая дорожка, обустроены пешеходные дорожки вокруг озера, газоны, высажены деревья, работают кафе. Озеро также используется в качестве места для любительской рыбалки (регистрационный номер 1-1080-1-1), в озере водятся карп, щука, окунь, клыкач, угорь. Изначально заселение озера произошло путём занесения малька птицами, затем проводилось плановое заселение для рекреационных целей.